# Barton Fink
Barton Fink es una película independiente estadounidense estrenada en 1991 escrita, producida, dirigida y montada por los hermanos Coen. Ambientada en Los Ángeles en 1941, es protagonizada por John Turturro en el rol de Barton Fink, un joven e intelectual dramaturgo neoyorquino que es contratado por un estudio de Hollywood para escribir el guion de una película sobre lucha libre, y John Goodman en el papel de Charlie, un vendedor de seguros que se aloja en el mismo hotel que Fink.
Los Coen escribieron el guion durante tres semanas mientras tenían dificultades con la escritura de otra película, Miller's Crossing. Poco después de terminar Miller's Crossing, los directores comenzaron a rodar Barton Fink, que se estrenó en Estados Unidos el 21 de agosto de 1991. Antes se proyectó en mayo en el Festival de Cannes donde ganó el premio Palma de Oro por decisión unánime, como también los premios a mejor director y mejor actor (Turturro). Es la única película en la historia del festival en ganar los tres premios juntos. Aunque la cinta recibió críticas positivas y tres candidaturas a los Premios Óscar, solo recaudó un poco más de seis millones de dólares, cuantía que representa dos tercios de su presupuesto estimado. El proceso de escritura y la cultura del entretenimiento son dos temas prominentes de Barton Fink; el mundo de Hollywood es contrastado con el de Broadway, y la película analiza diferencias superficiales entre la alta cultura y la cultura popular. El filme también toca temáticas como el fascismo y la Segunda Guerra Mundial, la esclavitud y las condiciones de trabajo en industrias creativas, y la relación entre los intelectuales y «el hombre común». Por sus diversos elementos, ha sido difícil clasificar a Barton Fink dentro de un género, en ocasiones ha sido catalogada como neo-noir, cine de terror, Künstlerroman o buddy film.
La abandonada y surreal atmósfera del Hotel Earle fue central para el desarrollo de la historia, su diseño fue muy cuidadoso. La sala de estar de Barton contrasta con los brillosos e inmaculados alrededores de Hollywood, especialmente con la casa de su jefe Jack Lipnick. Una simple imagen en la pared captura la atención de Barton y esa imagen se repite al final de la película; aunque la imagen y otros elementos —incluyendo la misteriosa caja— aparecen cargados de simbolismo, los críticos no se han puesto de acuerdo con sus posibles significados. Los Coen han admitido algunos elementos simbólicos intencionales, mientras que negaron un intento de comunicar cualquier mensaje holístico. La película contiene alusiones a varias personas y hechos de la vida real, más notablemente a los escritores Clifford Odets y William Faulkner. Los personajes de Barton Fink y W.P. Mayhew son, en gran medida, representaciones ficticias de estos hombres, pero los Coen acentuaron en ellos importantes diferencias. Asimismo, han admitido haber parodiado a magnates del cine como Louis B. Mayer, pero al mismo tiempo han afirmado que los agonizantes momentos de Fink en Hollywood no tienen la intención de reflejar sus propias experiencias.
Barton Fink fue influenciada por varias películas clásicas, entre las que se incluyen trabajos de Roman Polanski, particularmente Repulsion (1965) y The Tenant (1976). Otras que también sirvieron de influencia son El resplandor de Stanley Kubrick y Los viajes de Sullivan de Preston Sturges. La película también contiene referencias literarias a trabajos de William Shakespeare, John Keats y Flannery O'Connor. Además se incluyen matices religiosos, como referencias al Libro de Daniel del Antiguo Testamento, Nabucodonosor II y Bathsheba.

## Argumento
En 1941, el dramaturgo Barton Fink disfruta del éxito de su primera obra de teatro en Broadway, Bare Ruined Choirs. Su representante le informa que Capitol Pictures en Hollywood le ha ofrecido mil dólares por semana para escribir guiones de cine. Barton titubea, preocupado porque el hecho de mudarse a California podría alejarlo del «hombre común», su foco de concentración como escritor. Sin embargo, acepta la oferta y se instala en el Hotel Earle, un gran y excepcional edificio casi desierto. Su habitación es de colores tenues; su única decoración es un pequeño cuadro de una mujer en la playa, con los brazos sobre la frente para bloquear el sol.
En su primera reunión con el jefe de Capitol Pictures, Jack Lipnick, Barton explica que eligió el Earle porque quiere un alojamiento que sea —como dice Lipnick— «menos Hollywood». Lipnick promete que lo único que le incumbe es la habilidad de Barton para escribir y le asigna a su nuevo empleado una película de lucha libre. Sin embargo, de vuelta en su habitación, Barton es incapaz de escribir. Es distraído por sonidos provenientes de la habitación de al lado, y llama a la recepción para quejarse. Su charlatán y jovial vecino, Charlie Meadows —el causante del ruido— visita a Barton para disculparse e insiste en compartir un poco de alcohol de una petaca para reparar el daño. A medida que hablan, Barton revela su afecto por «el hombre común» y Charlie describe su vida como vendedor de seguros.
Todavía incapaz de seguir más allá de las primeras líneas de su guion, Barton recurre al productor Ben Geisler por consejos. Irritado, el frenético Geisler lo lleva a almorzar y le sugiere que vaya a hablar con otro escritor para que lo ayude. En el baño, Barton conoce al novelista William Preston (W.P.) «Bill» Mayhew, que se encontraba vomitando en el compartimiento contiguo. Conversan brevemente acerca de la escritura y fijan una segunda reunión para más tarde ese mismo día. Cuando llega, Fink se entera por la secretaria de Mayhew, Audrey Taylor, que Mayhew sufre de alcoholismo y que Audrey escribió algunos de sus guiones. Mayhew está borracho y grita salvajemente. Audrey, vuelve a programar la reunión y le comenta a Barton que ella y Mayhew están enamorados. Cuando finalmente se reúnen para almorzar, Mayhew, Audrey y Barton hablan sobre escritura y beben. Poco después Mayhew discute con Audrey —ella opina que bebe para huir de sus responsabilidades como artista talentoso—, la abofetea y se aleja, borracho. Rechazando el consuelo de Barton, ella explica que siente lástima por Mayhew, porque está casado con una mujer que está «trastornada».
Faltando un día para su reunión con Lipnick para hablar sobre la película, Barton llama a Audrey y le pide ayuda. Ella lo visita al Earle, y después de admitir que escribió la mayoría de los guiones de Mayhew, hacen el amor; más tarde Barton se lo cuenta a Charlie. Cuando despierta a la mañana siguiente, encuentra el cuerpo de Audrey mutilado al lado de él pero no recuerda los eventos sucedidos durante la noche. Horrorizado, llama a Charlie para pedirle ayuda. Charlie siente repulsión, pero se dispone a deshacerse del cuerpo y le ordena a Barton que evite contactar a la policía. Después de una surreal reunión con un inusual compasivo Lipnick, Barton intenta volver a escribir pero es interrumpido por Charlie, que le cuenta que se va a Nueva York por varios días, Barton le da la dirección de la casa de sus padres en Nueva York por si necesita algo. Charlie le deja una caja a Barton y le pide que la cuide.
Poco después, dos detectives de la policía visitan a Barton y le informan que el verdadero nombre de Charlie es Karl Mundt («Madman Mundt»). Es un asesino en serie buscado por varios asesinatos; después de disparar a sus víctimas, le explican a Barton, las decapita y guarda las cabezas. Aturdido, Barton regresa a su habitación y examina la caja. Situándola en su escritorio sin abrirla, comienza a escribir hasta que finalmente termina el guion. Después de una noche de celebrar bailando, Barton regresa al hotel y se encuentra con los detectives, quienes le comunican la muerte de Mayhew. Aparece Charlie y el hotel es envuelto en llamas. Corriendo a lo largo del pasillo, gritando, Charlie le dispara a los detectives con una escopeta. Mientras el pasillo se incendia, Charlie habla con Barton sobre sus vidas y el hotel, y luego se retira a su propia habitación. Barton deja el hotel, cargando con la caja y el guion. En su encuentro final, un decepcionado y traicionado Lipnick, que acaba de ser reclutado para la Guerra del Pacífico con el rango de Coronel, furioso reprende a Barton por escribir «una película mariposona acerca del sufrimiento», luego le informa que deberá permanecer en Los Ángeles y que —a pesar de continuar bajo contrato— Capitol Pictures no producirá nada de lo que él escriba, para ser ridiculizado en el estudio mientras Lipnick está en la guerra. Aturdido, Barton deambula por una playa, cargando todavía con la caja. Se encuentra con una mujer que se ve justo igual a la del retrato de la pared del Earle, y ella le pregunta sobre la caja. Él le cuenta que no sabe lo que contiene ni tampoco a quien pertenece. La mujer adopta la misma postura del cuadro, y termina la película.

## Reparto
- John Turturro como Barton Fink.
- John Goodman como Charlie Meadows / Karl «Madman» Mundt.
- Judy Davis como Audrey Taylor.
- Michael Lerner como Jack Lipnick.
- John Mahoney como W.P. Mayhew.
- Tony Shalhoub como Ben Geisler.
- Jon Polito como Lou Breeze.
- Steve Buscemi como Chet.
- David Warrilow como Garland Stanford.
- Richard Portnow como Detective Mastrionotti.
- Christopher Murney como Detective Deutsch.
- I.M. Hobson como Derek.
- Meagen Fay como Poppy Carnahan.
- Lance Davis como Richard St. Claire.
- Harry Bugin como Pete.
- Max Grodénchik como Clapper Boy.
- Jana Marie Hupp como Chica USO.
- Frances McDormand (sin acreditar) como la voz de una actriz del teatro.
- Barry Sonnenfeld (sin acreditar) como una llamada para Barton Fink.

Los hermanos Coen escribieron los papeles de John Turturro, John Goodman, Jon Polito y Steve Buscemi, con estos actores en mente para interpretar cada personaje.

## Producción

### Antecedentes y escritura
En 1989 los Hermanos Coen comenzaron a escribir el guion para una película que luego sería estrenada como Miller's Crossing. La cantidad de hilos de la historia la hicieron complicada, y después de cuatro meses se encontraban perdidos en medio del proceso. Aunque biógrafos y críticos luego se refirieron a eso como un «bloqueo del escritor», los Coen rechazaron esta definición. «Un bloqueo no fue realmente lo que estábamos sufriendo», dijo Joel en una entrevista en 1991, «pero la velocidad de nuestro trabajo había bajado y estábamos ansiosos por distanciarnos de cierta forma de Miller's Crossing». Se trasladaron de Los Ángeles a Nueva York y comenzaron a trabajar en un proyecto diferente.

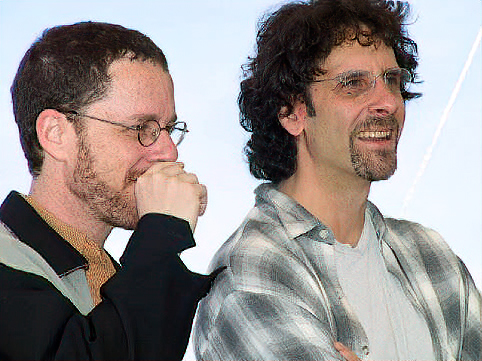
Los hermanos Coen dijeron acerca de la escritura de Barton Fink: «En realidad, no hicimos ninguna investigación en absoluto».

En tres semanas, los Coen escribieron un guion con un personaje que llevaba el nombre del título, escrito específicamente para el actor John Turturro, con quien ya habían estado trabajando en Miller's Crossing. La nueva película, Barton Fink, estaba ambientada en un gran y semi-abandonado hotel. Este lugar, el cual ellos llamaron el Hotel Earle, fue el elemento que impulsó la historia y la atmósfera del nuevo proyecto. Mientras rodaban la película Blood Simple (1985) en Austin, Texas, los Coen habían visto un hotel que les había causado una importante impresión: «Pensamos ‘Vaya, Motel Hell’, tu sabes, siendo condenados a vivir en el hotel más extraño del mundo».
El proceso de escritura de Barton Fink fue fluido, dijeron, sugiriendo que el alivio de estar lejos de Miller's Crossing podría haber sido un catalizador. Además se sintieron satisfechos con la forma de la historia en general, lo que les ayudó a moverse rápidamente a través de la composición. «Algunas películas te vienen en su totalidad a la cabeza; nosotros de cierta forma eructamos Barton Fink». Mientras escribían, los Coen crearon el segundo papel principal con otro actor en mente: John Goodman, quien había aparecido en la comedia Raising Arizona (1987). Su nuevo personaje, Charlie, se trató del vecino de al lado de Barton en el cavernoso hotel. Incluso antes de escribirla, los directores sabían como terminaría la historia y escribieron el monólogo final de Charlie al comienzo del proceso de escritura.
El guion cumplió con su propósito de distracción y los Coen lo dejaron de lado: «Barton Fink de alguna forma nos lavó el cerebro y fuimos capaces de volver para terminar Miller's Crossing». Una vez que culminó la producción de la primera, los Coen comenzaron a reclutar el equipo para rodar Barton Fink. Turturro tenía muchas ganas de interpretar el papel principal y pasó un mes con los Coen en Los Ángeles para intercambiar puntos de vista acerca del proyecto: «Sentí que podría darle a Barton algo más humano. Joel e Ethan me permitieron cierta contribución. Traté de ir un poco más lejos de lo que ellos esperaban», dijo el actor. Turturro aprendió mecanografía al tacto para su papel como Barton Fink, pero como el personaje sufre de bloqueo mental, las habilidades no fueron muy utilizadas.
A medida que diseñaban detallados guiones gráficos para Barton Fink, los Coen comenzaban a buscar un nuevo director de fotografía, ya que Barry Sonnenfeld —quien había trabajado para sus primeras tres películas— se encontraba ocupado trabajando en su debut como director, The Addams Family. Los Coen estaban impresionados con el trabajo del inglés Roger Deakins, particularmente por las escenas interiores de Lunes tormentoso (1988). Después de observar otras de las películas en las que había trabajado —como Sid and Nancy y Pascali's Island—, le enviaron el guion a Deakins y lo invitaron a unirse al proyecto. Su agente le sugirió no trabajar con los Coen, pero Deakins se reunió con ellos en una cafetería en Notting Hill y pronto comenzaron a trabajar juntos en Barton Fink.

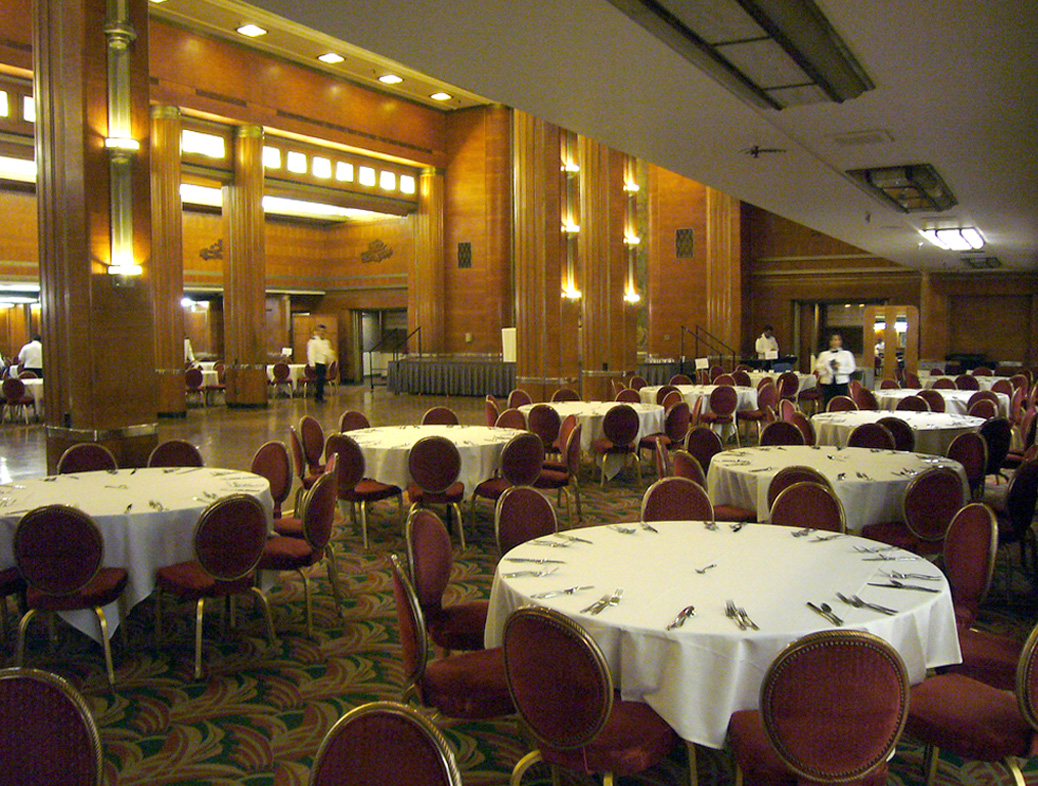
Las escenas del restaurante en Nueva York al comienzo de Barton Fink fueron rodadas en el interior del RMS Queen Mary

### Filmación
El rodaje comenzó en junio de 1990 y duró ocho semanas —un tercio menos del tiempo que les llevó Miller's Crossing—, y el presupuesto final estimado para la película fue de nueve millones de dólares. Los Coen trabajaron cómodamente con Roger Deakins y le transmitieron fácilmente sus ideas en cada una de las escenas. «Hubo solo un momento en el que lo sorprendimos», recordó Joel Coen. Una extensa escena necesitó un travelling desde fuera de la habitación hacia dentro del desagüe de la pileta del baño de al lado, simbolizando una relación sexual. «La toma fue muy divertida y pasamos un gran momento trabajando en ella», comentó Joel. «Después de eso, cada vez que le pedíamos a Roger que hiciera algo difícil, levantaba el ceño y decía: ‘No me hagas filmar ningún desagüe?’».
Tres semanas de rodaje transcurrieron en el Hotel Earle, un set creado por el director de arte Dennis Gassner. El clímax de la película requería una gran extensión de fuego en el pasillo del hotel, originalmente los Coen planeaban agregarlo digitalmente en la postproducción. Sin embargo, cuando decidieron usar llamas reales el equipo construyó un gran set de rodaje alternativo en un hangar de portaaviones abandonado en Long Beach. Una serie de llamas de mechero de gas fueron instaladas detrás del pasillo y el papel tapiz fue perforado para una más fácil penetración. Tan pronto como Goodman corría por el pasillo, un hombre en una plataforma elevada abría cada mechero, dando la impresión de una carrera entre el fuego y Charlie. Cada toma requirió una reconstrucción del aparato y se usó un segundo pasillo —sin el fuego— preparado para filmar pequeñas escenas complementarias entre cada toma. La escena final fue filmada cerca de Zuma Beach, donde además se filmó la ola estrellándose contra las rocas.
Los Coen, como de costumbre, realizaron el montaje de la película —siendo acreditados bajo el seudónimo de Roderick Jaynes—. «Preferimos echarle mano nosotros», Joel explicó en 1996, «antes que sentarnos al lado de alguien y decirle que cortar». Solo algunas escenas filmadas fueron eliminadas de la versión definitiva (final cut), incluida una que muestra la transición de Barton desde Nueva York a Hollywood —en la película, se representa enigmáticamente con una ola rompiéndose contra una roca—. Varias escenas acerca del trabajo en estudios de Hollywood también fueron rodadas, pero luego descartadas por ser «demasiado convencionales».

### Setde rodaje
La espeluznante e inexplicable sensación de vacío del Hotel Earle fue fundamental para la concepción de la película. «Queríamos un estilo art déco», explicó Joel en 1991, «y un sitio que estuviese en decadencia después de haber tenido mejores épocas». La habitación de Barton está escasamente amueblada con dos grandes ventanas que desembocan hacia otro edificio. Los Coen describieron el hotel como un «barco fantasma flotando a la deriva, donde notas signos de presencia de otros pasajeros, sin divisar a ninguno». En la película, los zapatos de los residentes son un indicio de esta invisible presencia; otro raro signo de otros habitantes es el sonido de las habitaciones adyacentes. Joel dijo: «Puedes imaginarlo lleno de viajeros comerciantes fracasados, con vidas sexualmente patéticas, que lloran solos en sus habitaciones». Calor y humedad son otros elementos importantes del set de filmación. El papel tapiz de la pared de la habitación de Barton se despega y se cae; Charlie experimenta el mismo problema y supone que la causa es el calor. Los Coen utilizaron libremente colores verdes y amarillos en el diseño del hotel «para sugerir un aura de putrefacción».
La atmósfera del hotel fue creada para conectarse con el personaje de Charlie. Como Joel explicó: «Nuestra intención, además, era que el hotel funcionara como una exteriorización del personaje interpretado por John Goodman. Las gotas de sudor caen de su frente como el papel tapiz cae de las paredes. Al final, cuando Goodman dice que es un prisionero de su propio estado mental, que esto es como algún tipo de infierno, era necesario que el hotel ya hubiese sugerido algo infernal». El papel tapiz que se despega y el pegamento que hay entre él y la pared es también un reflejo de la infección crónica de la oreja de Charlie y el resultante pus.
Cuando Barton llega por primera vez al Hotel Earle, el amigable botones Chet (Steve Buscemi) le pregunta si es «trans o res» —transitorio o residente—. Barton le contesta que no está seguro, pero que se va quedar «indefinidamente». La dicotomía entre habitantes permanentes y transitorios reaparece varias veces, notablemente en el lema del hotel: «Un día o una vida», que Barton nota en el escritorio de su habitación. Esta idea regresa al final de la película, cuando Charlie describe a Barton como «un turista con una máquina de escribir». Su habilidad para dejar el hotel —mientras Charlie permanece— es presentado por la crítica Erica Rowell como una evidencia de que la historia de Barton representa el proceso mismo de escritura. Barton, dice ella, representa a un autor que es capaz de abandonar una historia, mientras personajes como Charlie no pueden.

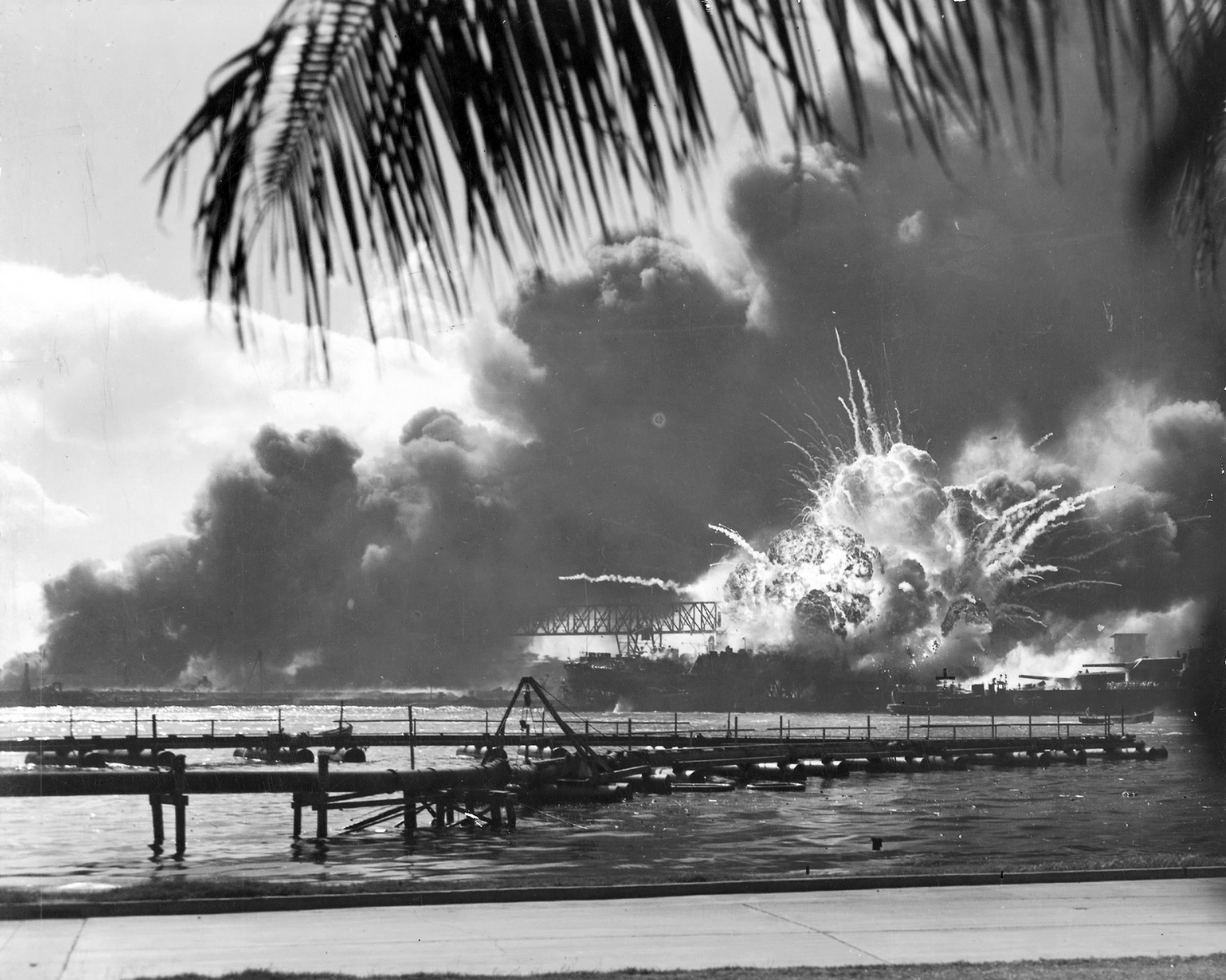
Los Coen eligieron ambientar Barton Fink al momento de los Ataques a Pearl Harbor para indicar que «el mundo fuera del hotel se encontraba en vísperas del apocalipsis»

En contraste, las oficinas de Capitol Pictures y la casa de Lipnick están inmaculadas, magníficamente decoradas y extremadamente cómodas. Las habitaciones de la compañía están llenas de luz natural y la oficina de Ben Geisler está ubicada frente a una exuberante selección de flora. Barton conoce a Lipnick al lado de una enorme e impecable piscina. Esto hace notar su posición como jefe del estudio, él explica: «...no siempre puedes ser honesto, no con los tiburones nadando alrededor de esta ciudad... Si yo hubiese sido totalmente honesto, no estaría ni a una milla de esta piscina, a menos que la limpiara». En su oficina, Lipnick exhibe otros trofeos en su poder: estatuas de Atlas, el Titán de la mitología griega que le declaró la guerra a los dioses del monte del Olimpo y fue severamente castigado.
Barton observa metraje de otra película sobre luchas realizada por Capitol Pictures; la fecha de la claqueta es 9 de diciembre, dos días después del ataque a Pearl Harbor. Más tarde, cuando Barton celebra haber terminado el guion bailando en una fiesta USO, es rodeado por soldados. En la próxima escena de Lipnick, este aparece usando un uniforma de coronel, el cual en realidad es un disfraz de la compañía. Lipnick no se ha enlistado en el ejército pero declara estar listo para luchar contra los «pequeños bastardos amarillos». Originalmente, la ambientación en este momento histórico justo después de que Estados Unidos entrara en la Segunda Guerra Mundial fue para que hubiese un impacto significante en el Hotel Earle, los Coen explicaron: «Estuvimos pensando en un hotel donde los inquilinos fuesen viejos, dementes y físicamente disminuidos, porque el resto estaría en la guerra. Cuanto más estuviese desarrollado el guion, más olvidado sería este tema, pero nos permitió, al principio, establecernos en este periodo».

#### La foto
La foto de una mujer en la playa en la habitación de Barton es un elemento central que capta la atención tanto del personaje como de la cámara. Él la examina frecuentemente mientras está en el escritorio y después de encontrar el cadáver de Audrey se para frente a ella. La imagen se repite al final de la película, cuando Barton conoce una mujer idéntica, en una playa idéntica, en una idéntica postura. Después de elogiarla por su belleza, le pregunta: «¿Apareces en películas?», a lo que ella le contesta: «No seas tonto». Ethan Coen dijo en 1991 que la foto de la mujer en la habitación de Barton tenía la función de dar «la sensación de consuelo». Un crítico se refirió a su presencia en la escena final como «una parodia de forma».
Temprano durante el proceso de escritura, los Coen decidieron incluir la foto como un elemento clave en la habitación. «Nuestra intención», explicó Joel, «fue que la habitación tuviese muy poca decoración, que las paredes estuviesen descubiertas y que las ventanas no ofrecieran vista a nada interesante. De hecho, queríamos que la única salida al mundo exterior fuese esta foto. Nos pareció importante crear una sensación de aislamiento».
Más tarde en la película, Barton enmarca una pequeña foto de Charlie, vestido con un fino traje y cargando un maletín. La yuxtaposición de su vecino usando un uniforme de vendedor de seguros y la escapista imagen de una mujer en la playa conduce a Barton a una confusión entre realidad y fantasía. El crítico Muchael Dunne indicó: «El público solo puede preguntarse cuan ‘real’ es Charlie. En el último plano de la película... el público debe preguntarse cuan ‘real’ es la mujer. La pregunta conduce a otras: ¿Cuan real es Fink? ¿Lipnick? ¿Audrey? ¿Mayhew? Bueno, ¿cuan real son las películas?».
El significado de la foto ha sido objeto de grandes especulaciones. Desson Howe de The Washington Post opinó que a pesar de su impacto emocional, la última escena «se siente más como un remate por el solo hecho de darle un remate». En su libro de análisis de los hermanos Coen, Rowell sugiere que la fijación de Barton en la foto es irónica, considerando el estatus de baja cultura o «cultura popular» de la foto y sus propias pretensiones hacia la alta cultura —a pesar de que habla de lo contrario—. Más tarde nota que la cámara se centra en el propio Barton tanto como en la foto mientras él la mira fijamente. En un punto, la cámara se mueve para abarcar todo el encuadre con la mujer en la playa. Esta tensión entre puntos de vista subjetivos y objetivos aparece nuevamente al final de la película, cuando Barton se encuentra a él mismo —en un sentido— dentro de la foto.
El crítico M. Keith Booker llamó a la escena final un «enigmático comentario en representación y relación entre arte y realidad». Él sugiere que las imágenes idénticas apuntan a lo absurdo del arte que refleja la vida directamente. La película transpone la mujer directamente desde el arte hacia la realidad, provocando confusión en el espectador; Booker afirma que tal representación por lo tanto conduce lo inevitable hacia la incertidumbre. El final con el ave en el mar no fue intencional, según Joel e Ethan Coen, el pájaro entró en la toma y decidieron dejarlo.

## Género
Los Coen son conocidos por hacer películas de difícil clasificación. Aunque se refieren a su primera película, Blood Simple (1984), como un ejemplo relativamente sencillo de novela negra, los Coen escribieron su siguiente guion, Raising Arizona (1987), sin intentar encasillarlo dentro de un género en particular. Decidieron escribir una comedia, pero intencionalmente agregaron elementos oscuros para producir lo que Ethan llamó «un filme muy salvaje». Su tercera película, Miller's Crossing (1990), invirtió este orden, mezclando partes de comedia dentro de una película de gánsteres; esta también trastornó la identidad del género único, usando convencionalismos del melodrama, las novelas románticas y las sátiras políticas.
Esta tendencia a mezclar géneros continuó y se intensificó con Barton Fink; los Coen insistieron en que la película «no pertenece a ningún género». Ethan la ha descrito como «una buddy movie de los '90». Contiene elementos de la comedia, cine negro y cine de terror, pero otras categorías también están presentes. El actor John Turturro se refirió a ella como una historia psicológica y de maduración, mientras el profesor de literatura y analista de cine R. Barton Palmer la llama una Künstlerroman, resaltando la importancia de la evolución del personaje principal como escritor. El crítico Donald Lyons describió la película como «una visión retro-surrealista».
Por su cruce de géneros, experiencias de sus personajes y una resolución narrativa poco sencilla, Barton Fink es a menudo considerada un ejemplo de cine posmoderno. En su libro Postmodern Hollywood, Booker dice que la película presenta el pasado con una técnica impresionista, sin precisa exactitud. Esta técnica, según él, es «típica de una película posmoderna, la cual observa el pasado no como la prehistoria del presente sino que como un depósito de imágenes a ser allanado en busca de material». En su análisis de las películas de los Coen, Palmer llama a Barton Fink un «pastiche posmoderno» que examina muy de cerca como épocas pasadas se han autorrepresentado. Él lo compara con Las horas (2002), un filme acerca de Virginia Woolf y dos mujeres que leen su libro. Afirma que ambas películas, lejos de rechazar la importancia del pasado, aportan a nuestra comprensión de él. Cita a la teorizadora literaria Linda Hutcheon: la clase de posmodernismo expuesto en estas películas «no niega la existencia del pasado; cuestionan si nosotros en algún momento podemos conocer ese otro pasado que el que es textualizado».
Ciertos elementos en Barton Fink resaltan la apariencia del posmodernismo: el escritor es incapaz de resolver su modernista concentración en la elevada cultura frente al deseo del estudio de crear rentables películas recurriendo a fórmulas; la resultante colisión produce un desarrollo fracturado de la trama emblemática del posmodernismo. El estilo cinematográfico de los Coen es otro ejemplo; cuando Barton y Audrey comienzan a hacer el amor, la cámara comienza a enfocar hacia el baño, luego se mueve hasta hundirse en el desagüe. Rowell llama a esto una «actualización posmoderna» de la notoria imagen sexual sugestiva de un tren entrando a un túnel, usada por el director Alfred Hitchcock en su película North by Northwest de 1959.

## Estilo

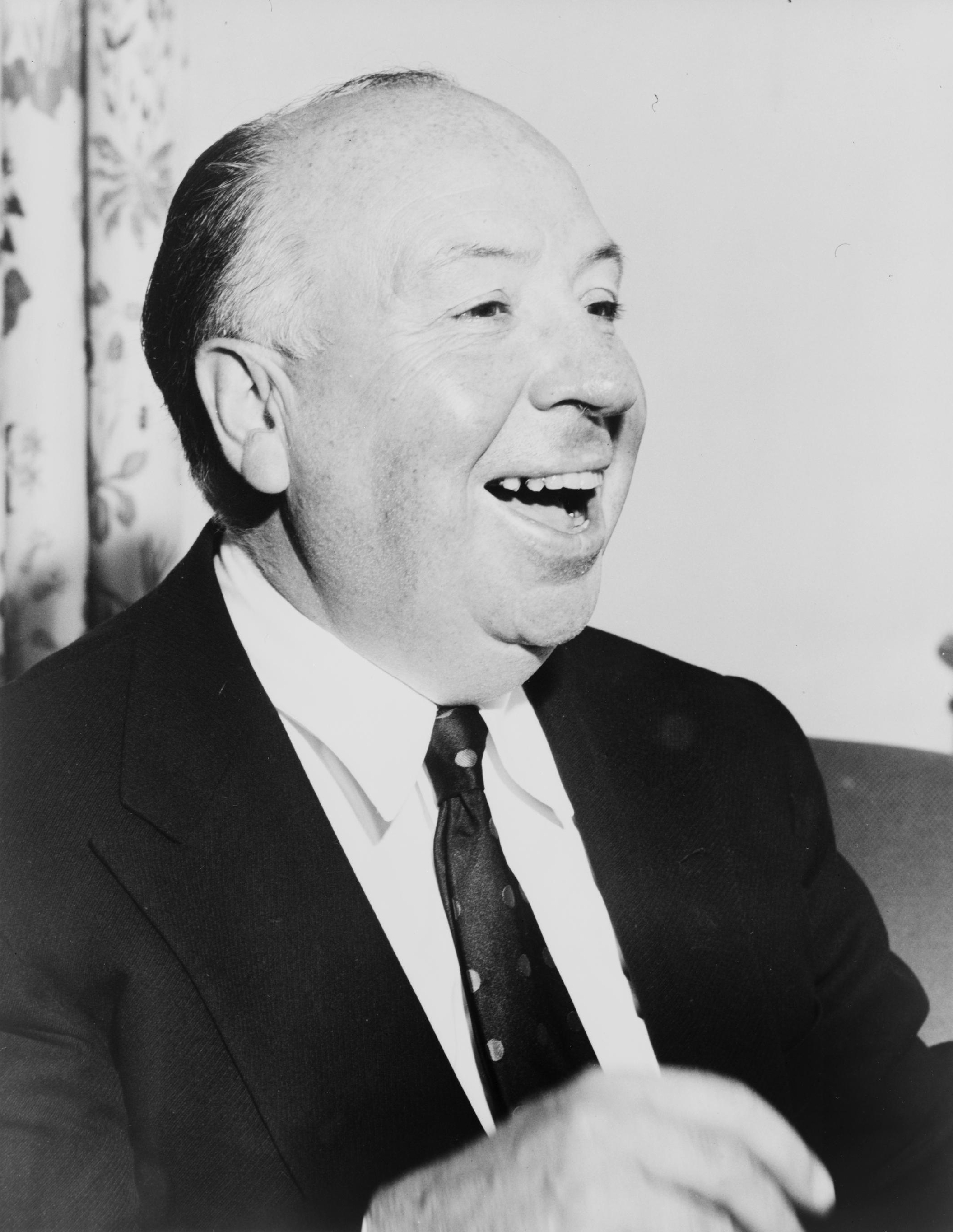
La influencia del realizador Alfred Hitchcock se hace presente varias veces en la película. En una escena, los lentes de Barton reflejan una escena de lucha libre; esto hace eco a un plano de Notorious (1946) de Hitchcock.

Barton Fink usa varios convencionalismos estilísticos para acentuar la atmósfera de la historia y dar énfasis visual a temas particulares. Por ejemplo, los créditos del inicio aparecen sobre el papel tapiz del Hotel Earle, mientras la cámara se acerca y desciende. Este movimiento es repetido varias veces durante la película, especialmente cuando Barton afirma que su trabajo es para «dilucidar las profundidades» mientras escribe. Sus primeras experiencias en el Hotel Earle continúan con esta imagen; Chet el botones emerge desde abajo del suelo, sugiriendo que la verdadera actividad está bajo tierra. Aunque el suelo de Barton esta supuestamente seis plantas por encima de la planta baja, el interior del elevador es mostrado únicamente cuando está descendiendo. Estos elementos —combinados con muchas pausas dramáticas, diálogos surreales y amenazas implícitas de violencia— crean una atmósfera de tensión extrema. Los Coen explicaron que «la película en su totalidad tenía la intención de hacerse sentir como una inminente condena o catástrofe. Y nosotros definitivamente queríamos que termine con un sentimiento apocalíptico».
El estilo de Barton Fink también es evocador —y representante de— películas de los años 1930 y '40. Como el crítico Michael Dunne señaló: «El pesado abrigo de Fink, su sombrero, sus oscuros y monótonos trajes provienen realísticamente de los años '30, pero provienen más aún de las películas de los '30». El estilo del Hotel Earle y la atmósfera de varias escenas también reflejan la influencia del cine realizado en la época previa a la Segunda Guerra Mundial. Hasta la ropa interior de Charlie es igual a la usada por su héroe fílmico Jack Oakie. Al mismo tiempo, las técnicas de cámara usadas por los Coen en Barton Fink representan una combinación entre lo clásico y lo original. Meticulosos travellings y primeros planos extremos distinguen las películas como un producto de final del siglo XX.
Desde el inicio, el filme se mueve continuamente entre el punto de vista subjetivo del mundo de Barton y otro que es objetivo. Después de los créditos iniciales, la cámara enfoca a Barton, observado el final de su obra. Enseguida vemos al público desde su punto de vista, alentándolo eufóricamente. Cuando camina hacia el escenario, entra en el plano y ahora Barton es visto desde un punto de vista objetivo. Este difuminado entre lo subjetivo y lo objetivo regresa en la escena final.
El cambiante punto de vista coincide con el tema de la película: la realización cinematográfica. La película comienza con el final de una obra y la historia explora el proceso de la creación. Esta aproximación metanarrativa es enfatizada por el enfoque de la cámara sobre Barton en la primera escena —está fuera de escena repitiendo las palabras dichas por los actores— y no en la obra que observa. Como Rowell dice: «Aunque oímos una escena, estamos observando otra. La separación del sonido y la imagen muestra una crucial dicotomía entre dos ‘visiones’ del artífice: el mundo creado por el protagonista —su obra— y el mundo por fuera de él».
La película emplea numerosas técnicas foreshadowing. Indicando el probable contenido de la caja que Charlie le deja a Barton, la palabra «cabeza» (head) aparece sesenta veces en el guion original. En un nefasto guiño a eventos futuros, Charlie describe su actitud positiva hacia su «trabajo» como vendedor de seguros: «Incendios, robos y accidentes no son sólo cosas que le sucedan a otras personas».

### Simbolismo
Mucho se ha escrito acerca del significado simbólico de Barton Fink. Rowell propone que es «una cabeza figurada hinchándose de ideas que regresan al artista». La cercanía de la escena de sexo y la muerte de Audrey provoca que Lyons insista con que: «El sexo en Barton Fink es muerte». Otros han sugerido que la segunda mitad de la película es una secuencia de ensueño extendida. Algunos elementos de la película están claramente presentes para llegar a tales conclusiones; por ejemplo, cuando Barton ingresa al elevador por primera vez le dice al portero Pete: «Seis, por favor». Pete contesta: «Próxima parada, seis». Un instante después, la campana suena y Barton dice: «Este piso, el seis». Este diálogo junto anuncia el Número bíblico de la Bestia (666).
Los Coen, sin embargo, han negado cualquier intento de crear una unidad sistemática de símbolos en la película. «Nosotros nunca jamás enfocamos la mente en cosas como esas en nuestras películas», dijo Joel en una entrevista en 1998. «Nunca hay nada parecido a esa clase específica de intelectualidad. Es siempre un montón de cosas instintivas que creemos adecuadas, por cualquier razón». Los Coen han expresado su conformidad con ambigüedades sin resolver. Ethan dijo en 1991: «Barton Fink termina diciéndote que está sucediendo hasta el punto que es importante saber... Lo que no es evidente no pretende transformarse en evidente y está bien dejarlo como está». Respecto a fantasías y secuencias de sueño, Ethan dijo:

Es correcto decir que queríamos que el espectador compartiera la vida interior de Barton Fink como también su punto de vista. Pero no había necesidad de ir demasiado lejos. Por ejemplo, hubiese sido inapropiado para Barton Fink despertar al final de la película, para sugerirnos de ese modo que, de hecho, vivió una realidad más grande de la que se representaba en la película. En cualquier caso, siempre es artificial hablar de «realidad» en relación a un personaje ficticio.

Los matices de homoerotismo de la relación entre Barton y Charlie no son accidentales. Aunque un detective exige saber si ellos tuvieron «alguna enferma cosa sexual», la intimidad es presentada de cualquier forma menos de esa y encubierta en términos de sexualidad convencional. La primera insinuación amistosa de Charlie hacia su vecino, por ejemplo, se presenta en forma de una simple frase: «Me sentiría mejor acerca del maldito inconveniente si me dejas invitarte un trago». La escena de la lucha entre Barton y Charlie también es citada como un ejemplo de afecto homoerótico. «Consideramos eso como una escena de sexo», dijo Joel Coen en 2001.

### Sonido y música
Muchos de los efectos de sonido en Barton Fink están cargados de significados. Por ejemplo, Barton es llamado por una campana mientras cena en Nueva York; el sonido es liviano y placentero. Contrariamente, la inquietante y sostenida campana del Hotel Earle suena sin detenerse en toda la planta baja, hasta que Chet la silencia. Las habitaciones cercanas del hotel emiten un coro constante de ásperos llantos, quejidos y variados ruidos sin identificar. Estos sonidos coinciden con el confuso estado mental de Barton y enfatizan la afirmación de Charlie: «Oigo todo lo que sucede en este lugar». Los aplausos en la primera escena le agregan relevancia la tensión del traslado de Barton al oeste, mezclados con el sonido de una ola chocando en el mar —una imagen que se muestra en pantalla poco después—.

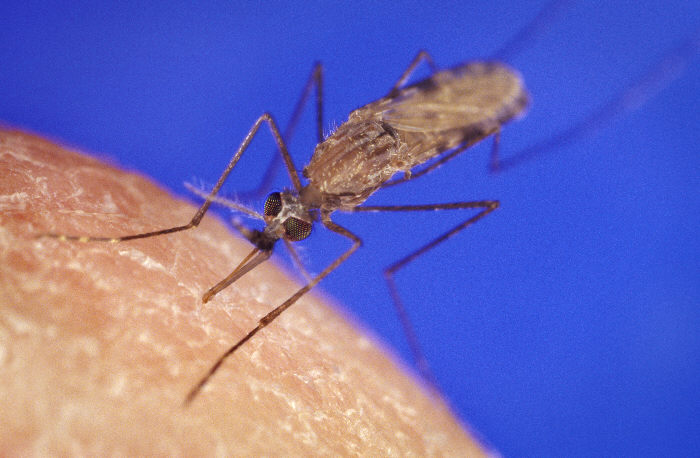
Los hermanos Coen fueron contactados por «el ASPCA o algo sobre los animales» antes de que el rodaje comenzara. «Tenían una copia del guion y querían saber como íbamos a tratar a los mosquitos. No estoy bromeando».

Otro sonido simbólico es el zumbido de un mosquito. Aunque su productor insiste con que estos parásitos no habitan en Los Ángeles —«los mosquitos se reproducen en pantanos; esto es un desierto»—, su distintivo sonido es oído claramente cuando Barton observa un círculo de insectos volando sobre él en su habitación del hotel. Más tarde, llega a la reunión con picaduras de mosquito en su rostro. El insecto también se hace presente de forma notoria en la escena de la muerte de Audrey; Barton le pega a un mosquito que se estaba alimentando de su cadáver y de repente se da cuenta de que ha sido asesinada. El punto más alto del zumbido del mosquito hace eco en la altas cuerdas usadas para la banda de sonido original de la película. Durante el rodaje, los Coen fueron contactados por un grupo de protección de los derechos de los animales, quienes expresaron preocupación acerca de como serían tratados los mosquitos.
La banda sonora fue compuesta por Carter Burwell, quien había trabajado con los Coen desde la primera película de los directores. A diferencia de sus primeros proyectos —el folk irlandés usado para Miller's Crossing y el folk estadounidense en Raising Arizona—, Burwell compuso la música para Barton Fink sin una inspiración específica. La música fue lanzada en CD en 1996, combinada con la banda sonora de otra película posterior de los Coen, Fargo.
Varias canciones usadas en la película también tienen significados. En cierto punto, Mayhew se aleja borracho de Barton y Audrey. Mientras deambula, canata a gritos la canción folk «Old Black Joe». Compuesta por Stephen Foster, esta cuenta la historia de un anciano esclavo preparándose para unirse a sus amigos en «una tierra mejor». La interpretación de Mayhew de la canción coincide con su condición de empleado oprimido de Capitol Pictures y eso le da importancia a la propia situación de Barton al final de la película.
Cuando termina de escribir el guion, Barton celebra bailando en una fiesta de la USO. La canción utilizada en esta escena una interpretación de «Down South Camp Meeting», una melodía swing. La letra —la versión de la película es sólo instrumental— dice: «Preparado imbécil (canta) / ¡Aquí vienen! El coro está en el escenario». Estas líneas hacen referencia al título de la obra de Barton, «Bare Ruined Choirs» —coros desnudos arruinados—. Cuando la celebración estalla convirtiéndose en un tumulto, la intensidad de la música se incrementa y la cámara hace un zoom en el profundo hueco de un trombón. Esta secuencia refleja el acercamiento de la cámara dentro de un profundo desagüe justo antes de que Audrey sea asesinada más temprano en la película.

### Clifford Odets

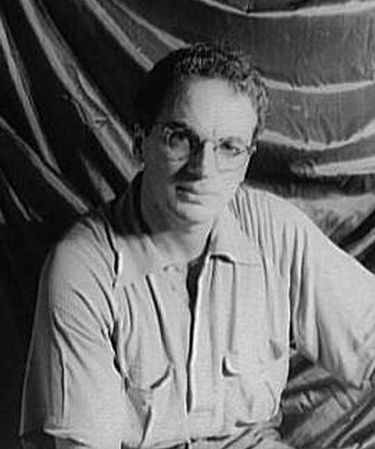
La semejanza de Clifford Odets con el actor John Turturro es «asombrosa», según el crítico R. Barton Palmer.

### William Faulkner

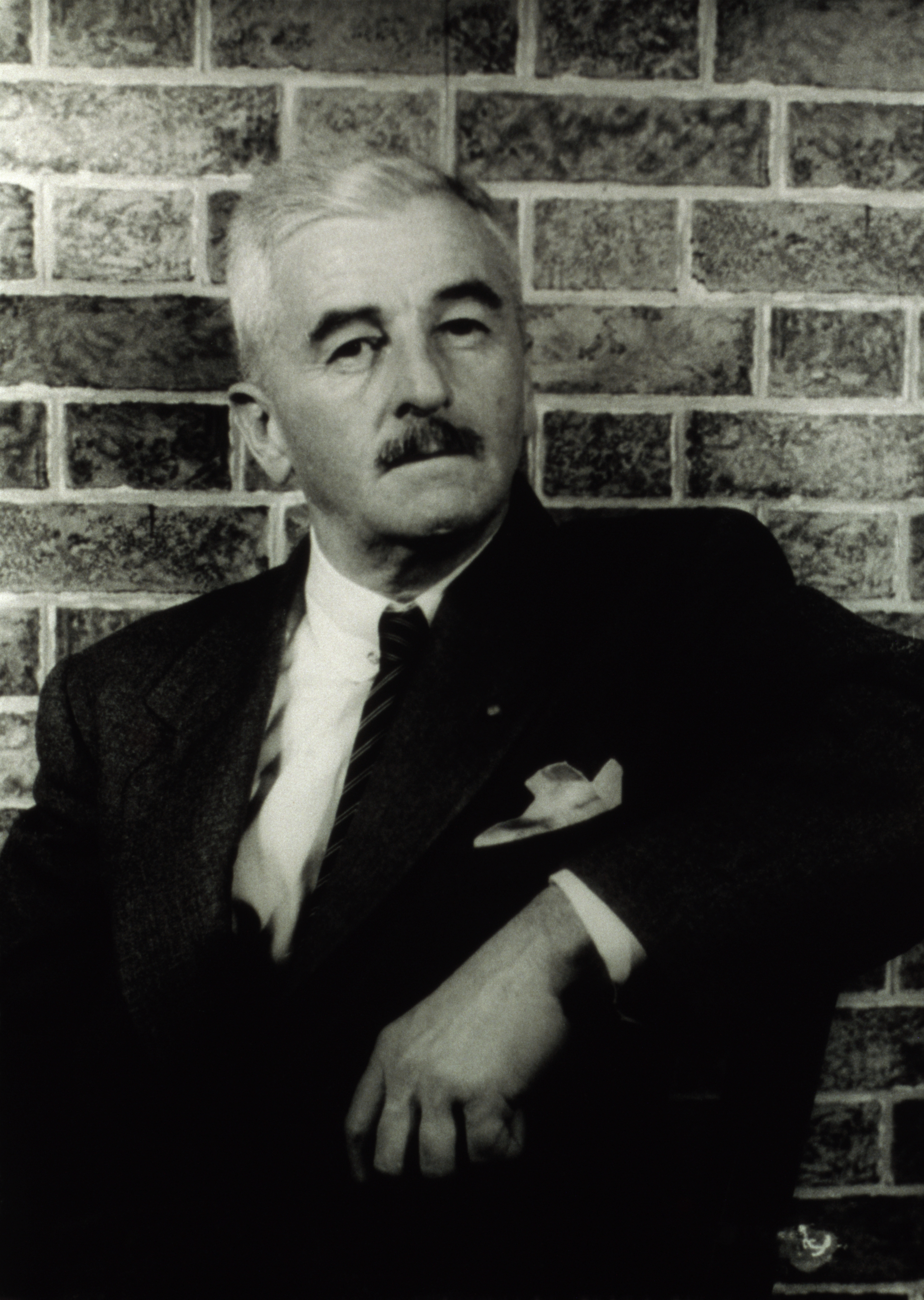
El actor John Mahoney fue seleccionado para el papel de W.P. Mayhew «por su parecido a William Faulkner» (foto)

### Broadway y Hollywood

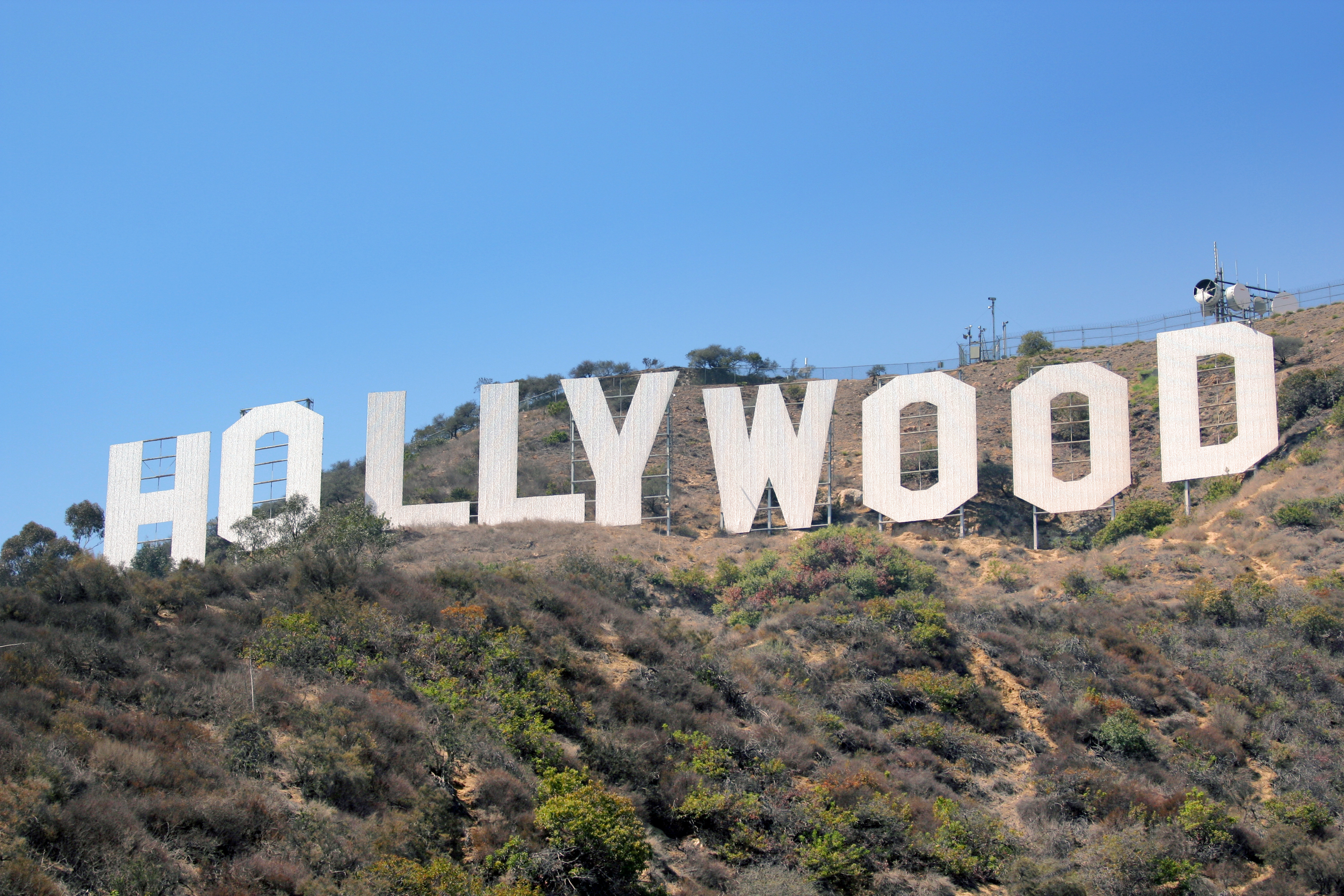
En la película, Hollywood demuestra muchas formas de lo que el autor Nancy Lynn Schwartz describe como «formas de manipulación psicológica y económica usada para conservar el control absoluto».

### Fascismo

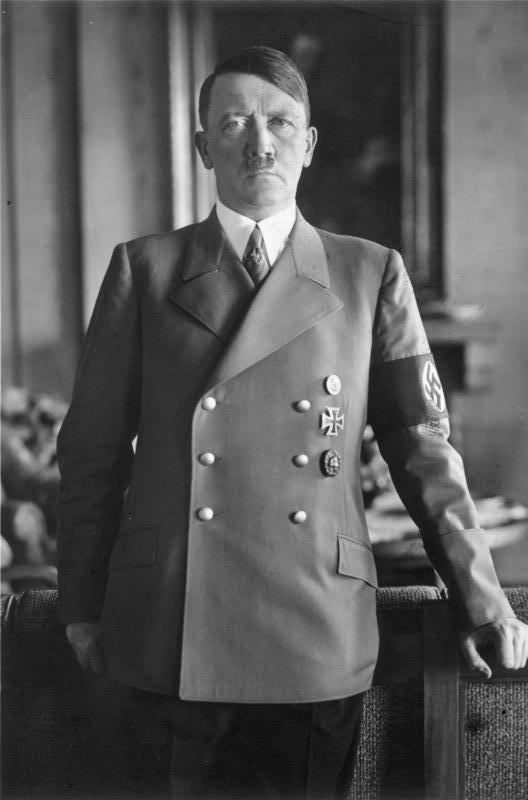
La escena final revela «un abiertamente risueño Mundt/Meadows hitleriano», según el crítico Donald Lyons.

### «El hombre común»

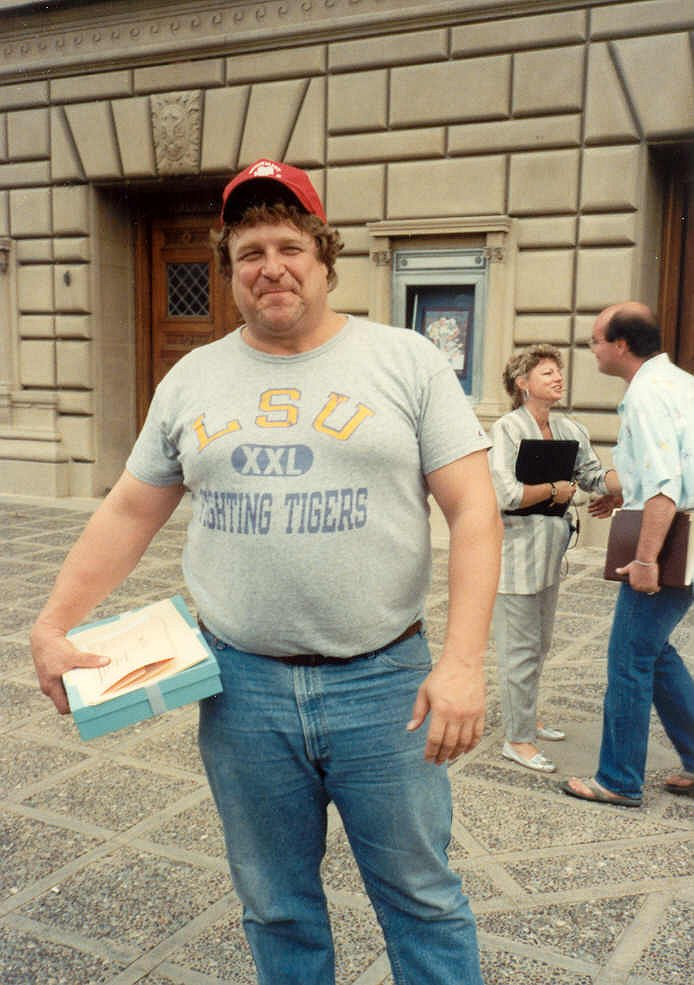
Los hermanos Coen escribieron el papel de Charlie Meadows para el actor John Goodman, en parte por su «cariñosa y amistosa imagen que proyecta al espectador».

### Religión

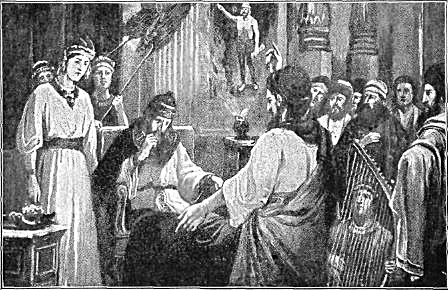
Los intentos de Barton de dar sentido a sus experiencias son similares al esfuerzo de Daniel para interpretar el sueño de Nabucodonosor en el Libro de Daniel